# Naturwärme-Heizwerk Haid
Das Naturwärme-Heizwerk Haid (oft auch Biomasse-Heizwerk Haid genannt) ist ein im Jahr 2009 errichtetes und in Betrieb genommenes Biomasseheizwerk in Ansfelden. Es versorgt seit Ende November 2009 vorwiegend genossenschaftliche Haushalte, Unternehmen und öffentliche Gebäude im Stadtteil Haid zentral mit Fernwärme. Die Baugesamtkosten betrugen 5,07 Millionen Euro, die offizielle Fertigstellung erfolgte am 30. Juni 2010.

## Technische Ausstattung
Das Biomasseheizwerk Haid besteht aus zwei Biomasse-Heizkesseln mit einer Leistung von insgesamt sechs Megawatt. Zum Abdecken von Spitzenlasten und zur Ausfallsicherung dient ein zusätzlicher Gaskessel mit weiteren vier Megawatt Leistung. Die Abgasreinigung erfolgt durch einen Elektrofilter. Der notwendige Energiebedarf kann flexibel über einen Pufferspeicher (Fassungsvermögen 150 m³) mit 10 Temperaturzonen ins Netz abgegeben oder zurückgehalten werden, wodurch ein gleichmäßiger Kesselbetrieb gewährleistet wird. Die im Heizwerk produzierte Wärme wird mit einer Vorlauftemperatur von rund 90 Grad Celsius über ein etwa 3,5 Kilometer langes Rohrnetz im Heißwasserbetrieb verteilt. Die gesamte Anlage läuft im Automatikbetrieb und wird vom Fernheizkraftwerk Linz-Mitte fernüberwacht.

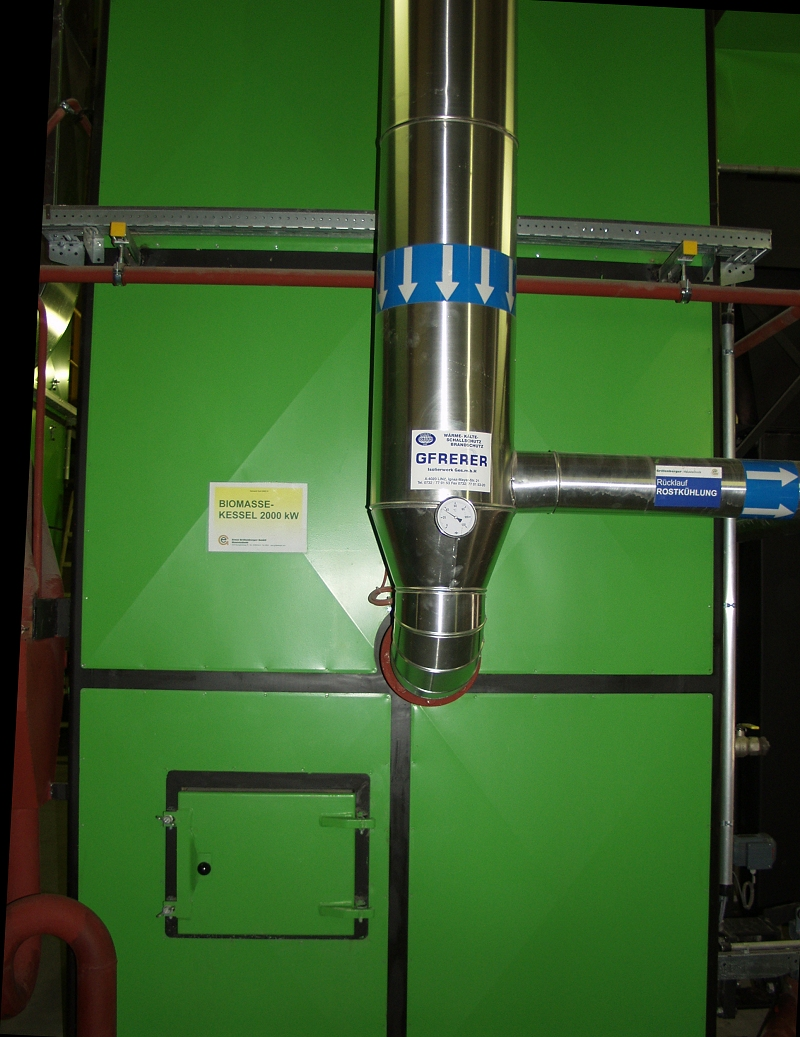
Biomassekessel im Biomasse-Heizwerk Haid
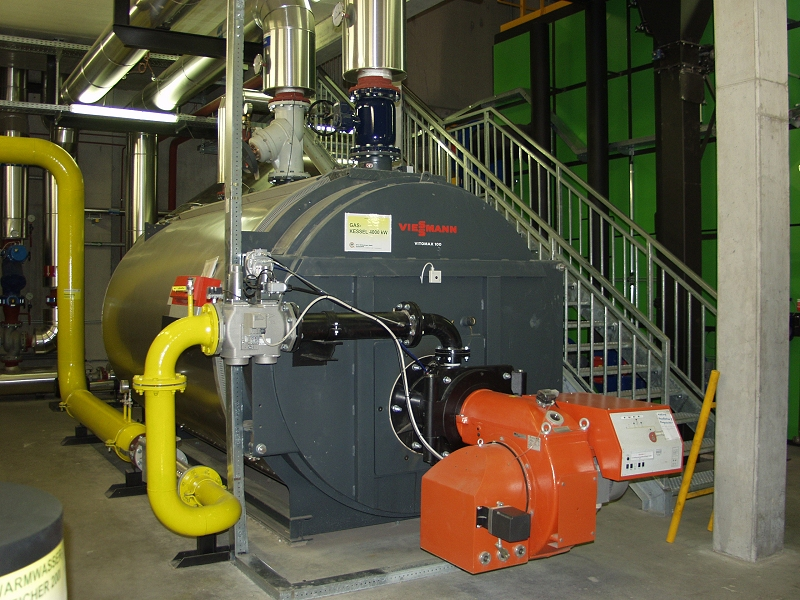
Gaskessel im Biomasse-Heizwerk Haid

## Leistungswerte und Umweltbilanz
Im Endausbau kann das Heizwerk 2.000 Haushalte versorgen. Die dazu benötigten 8.500 Tonnen Biomasse pro Jahr werden dazu im Fernheizkraftwerk Linz Mitte gehackt und nach Ansfelden angeliefert. Das notwendige Heizmaterial stammt dabei aus Linz beziehungsweise aus dem nahen Umfeld von Linz. Der Einsatz von Biomasse in der Stadtgemeinde Ansfelden soll im Endausbau der Umwelt jedes Jahr 5.000 Tonnen Kohlendioxid ersparen, da Biomasse CO2-neutral verbrennt.